# Варлаам (Шептицький)
Варлаа́м Шепти́цький (у світі Васи́ль Шепти́цький, пол. Bazyli (Warłaam) Szeptycki; 3 лютого 1647 (інколи 1637), Вощанці, нині Самбірський район — 27 травня/5 квітня 1715, Унів) — єпископ Руської унійної церкви; з 21 червня 1710 року — єпископ Галицький. Стрийко Атанасія (Шептицького).
Походив з давнього шляхетського роду Шептицьких, котрий дав Україні чимало відомих церковних ієрархів.

## Життєпис
Василь Шептицький народився 3 лютого 1647 року. Батько — Олександр Захарій — войський стрийський, потім мечник перемиський. Матір — Єва з Літинських, дочка Василя та його дружини Софії з Покулинських. Мав восьмеро братів і сестер (за Т. Жихлінським, шестеро), зокрема, брати Михайло, сяніцький стольник, Евстахій Станіслав, белзький ловчий, Теодор, теребов. чесник, Олександр.
Освіту здобув у римо-католицькій школі, може, в колегіумі єзуїтів, де досконало вивчив латину.
Монаший постриг з іменем Варлаам прийняв за порадою батька в Манявському монастирі у червні 1664 року (за іншими даними — в Унівському монастирі[джерело?]), після чого невдовзі опинився в Уневі, де 26 лютого 1668 p. став його архимандритом (вибір ченців 19 вересня затвердив король Ян ІІ, а 20 лютого 1672 — Міхал Вишневецький). В Уневі підтримував діяльність друкарні. Разом з єпископом Йосифом Шумлянським працював над переходом Львівської єпархії на унію. Брав участь у так званому «Колльоквіюм Любленензіс» (1680 р.). 1681 р. разом з іншими представниками духовенства склав у Варшаві католицьке Ісповідання віри.
1694 р. на соборі у Львові обстоював прийняття унії. Під час Святоюрського собору 21 січня 1710 р., який своїм пастирським листом скликав Перемиський єпископ Юрій Винницький, Варлаам Шептицький обраний на престіл Галицької єпархії. 17 лютого 1710 р. польський король Авґуст II Фрідріх видав привілей єпископу-номінанту на Галицький престіл.
Як зазначає історик Ігор Скочиляс, наймасштабнішими адміністративними заходами в роки архиєрейського служіння Варлаама Шептицького були Унівський монаший собор 1711 року та зібрання представників «усіх братств» і «вищого духовенства», що відбулося 10 вересня 1712 р. у церкві св. Юра. На ньому розглядались способи здобуття міщанами-уніатами тих самих прав, які мали інші «нації» Львова, у зв'язку з прийняттям Львівською ставропігією в 1708 р. унії.
1701 року став ігуменом Віцинського монастиря. Близько 1710–1713 рр. єпископ Варлаам надсилає Римській курії меморіал, в якому вперше в історії Галицької єпархії викладає канонічні засади її організаційної структури, особливості літургійної традиції та юрисдикційного зв'язку з Київською митрополією. Меморіал владика завершує оптимістичним сподіванням щодо майбутнього єпархії: «Маю певність, що […] моя єпархія не осоромиться, не зазнає під моїм проводом упадку та кривди і не зруйнується; що все, передане мені від мого попередника, я з Божою поміччю цілим, незганьбленим і неушкодженим передам своєму наступникові, а якщо ще поживу — той примножу».
Помер 5 (за даними префекта Львівського колегіуму театинів Стефано Тромбетті, 4) квітня 1715 року в Уневі. Був похований у крипті Собору святого Юра.